# Lagarrigue (Lot-et-Garonne)
Lagarrigue is een gemeente in het Franse departement Lot-et-Garonne (regio Nouvelle-Aquitaine) en telt 270 inwoners (1999). De plaats maakt deel uit van het arrondissement Agen.

## Geografie
De oppervlakte van Lagarrigue bedraagt 4,4 km², de bevolkingsdichtheid is 61,4 inwoners per km².
De onderstaande kaart toont de ligging van Lagarrigue (Lot-et-Garonne) met de belangrijkste infrastructuur en aangrenzende gemeenten.

## Demografie
Onderstaande figuur toont het verloop van het inwonertal (bron: INSEE-tellingen).